# ولایت بوزن

نقشه ژاپن در سال ۱۸۶۸ میلادی. این ولایت با رنگ تیره مشخص شده است.

ولایت بوزن (به ژاپنی: 豊前国 Buzen no kuni)  یکی از ولایت‌های ژاپن در ناحیه شمال شرقی کیوشو، مربوط به بخشی از جنوب شرقی استان فوکوئوکا و شمال غربی استان اوئیتا بود.